# 中国工农红军第十二军
中国工农红军第十二军，简称红十二军，是中国工农红军红一军团主力部队之一。

## 红十二军（闽西）
1930年1月，福建西部龙岩、上杭、永定、连城四县地方武装分别改编为闽西红1、2、3、4团，武平北部和长汀南部赤卫队合编为闽西红5团。1930年3月，闽西苏维埃政府军事委员会决定将闽西地方武装升级为正规红军，以上五团合编成立红九军，以弥补原闽西主力红军（红四军第四纵队）离闽的空缺。1930年4月，根据中共中央军委和福建省委指示，红九军改为红十二军，军长邓毅刚（即邓伟）、政治委员高静山（后邓子恢代）、政治部主任陈正、参谋长郑益，全军3200余人。后所部五个团被改编为三个纵队，不久各纵队改称三十四、三十五、三十六师。第三十四师师长邓毅刚（兼任）、政治委员刘型；第三十五师师长胡少海、政治委员张际春。中央令红十二军其出击广东东江，用于实现割据广东的战略目标。
6月，该军编入红一军团。时任军长为伍中豪、政治委员为谭震林。1930年6月中旬，毛泽东在汀州主持召开红四军前委和闽西特委联席会议，按照中央指示进行整编，组建红一路军（不久改称红一军团）。原红十二军第二、三纵队整编为红四军第三纵队，以原红四军第三纵队为基础组建红十二军，随红一路军北上。
1930年10月，伍中豪在同地主武装作战时阵亡于江西安福。
1931年10月，所部三十四、三十五师调归红三、四军。12月，军部和三十六师同闽西新红十二军合并，仍称红十二军，闽西新红十二军改称该军三十四师。军长罗炳辉、政治委员谭震林。1932年4月，增编三十五师，杨遇春担任师长（政委何醒南）。同年10月，军部和三十六师并入红二十二军。由萧克任军长，黄甦任政委。1933年6月，红十二军改编为红一方面军独立一团。

## 新红十二军（闽西）
1930年5月，闽西苏维埃政府第三次将余下的地方武装升级为闽西红二十军，实力较弱，各纵队基本分散在各县独立活动，颇像一个戴着地方红军帽子的游击队联合体。
1930年6月中旬，毛泽东在汀州主持召开红四军前委和闽西特委联席会议，把红四军第四纵队（是闽西第一次组建的主力红军）和原红十二军第一纵队留在闽西，不久这两支队伍整编为红二十一军。将已经成熟的红四军第四纵队留在闽西巩固和扩大苏区，带动红二十军等新编地方红军的成长。
1930年11月，红二十军与红二十一军合编为新红十二军。由贺声洋代理军长（12月由左权任军长）、施简任政治委员、李力一任政治部主任。1931年10月，新红十二军与闽西老红十二军合并，仍称红十二军。新红十二军改编为红十二军三十四师。军长游瑞轩、政治委员黄甦、参谋长林楚、政治部主任谭政。
1933年1月，红十二军根据命令改由红一方面军总部直属。同年6月，红一方面军进行整编，取消了军一级编制，红十二军番号随之取消。